# 애리스 인터내셔널

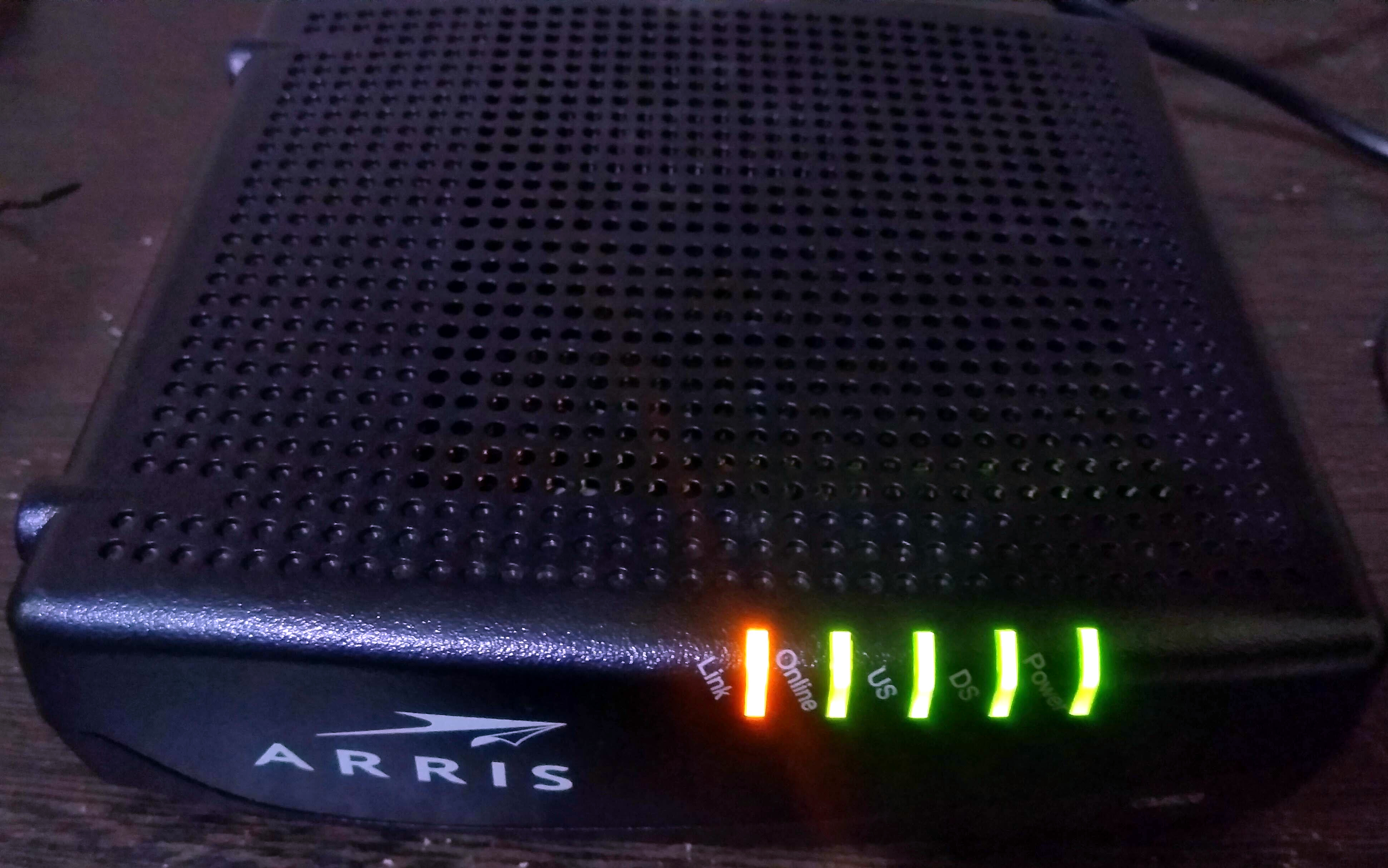

애리스 인터내셔널(영어: Arris International)은 미국의 통신장비 제조회사이다.

## 역사
애리스 인터내셔널의 역사는 1957년에 설립된 Anixter사로 거슬러 올라간다. Anixter사는 1969년부터 케이블 텔레비전 장비를 생산하기 시작하였고, 이후 TeleWire Supply사 등 수많은 관련 회사를 인수 및 합병하였으며, 1993년에는 케이블 텔레비전 장비 판매를 위해 조지아주 덜루스 시에 ANTEC사를 설립하였다. 이후, ANTEC사는 Electronic System Products, Power Guard, Keptel사를 합병하면서 케이블인터넷 기반 기술을 축적하였고, 1995년에는 본격적인 케이블인터넷 장비 생산을 위해 캐나다 Nortel사와 함께 조지아주 스와니 시에 Arris Interactive사를 설립하였으며, 2001년에는 Nortel사의 Arris Interactive사 지분을 모두 매입해 Arris Interactive사를 합병하고 사명을 Arris Group으로 바꾸었다. 이후, Arris Group은 2012년에 구글로부터 모토로라 모빌리티의 홈(Home) 사업부를 23억 5천만 달러에 인수하였고, 2015년에는 애리스 인터내셔널(Arris International)라는 다국적 모회사(Parent Company)를 만들어 21억 달러에 영국의 Pace사를 인수하였으며, 2017년에는 브로드컴사로부터 8억 달러에 루커스(Ruckers Wireless)를 인수하여 오늘에 이르고 있다.